# Miss Guayana Francesa
Miss Guayana Francesa es un concurso de belleza francés que selecciona a una representante de la región de ultramar de la Guayana Francesa para el concurso nacional Miss Francia. La primera Miss Guayana Francesa fue coronada en 1960, mientras que la primera Miss Guayana Francesa en competir en Miss Francia fue coronada en 1987. La competencia regional se celebra regularmente desde 1998.
La actual Miss Guayana Francesa es Alicia Mertosetiko, quien fue coronada Miss Guayana Francesa 2025 el 12 de julio de 2025. Una mujer de la Guayana Francesa ha sido coronada Miss Francia:
- Alicia Aylies, quien fue coronada Miss Francia 2017

## Resumen de resultados
- Ganadora de Miss Francia: Alicia Aylies (2016)
- Primera finalista: Audrey Ho-Wen-Tsaï (2023)
- Segundas finalistas: Radiah Latidine (1993)
- Sextas finalistas: Tineffa Naisso (2009); Ruth Briquet (2017)
- Top 12/Top 15: Marie-Josée Nallamoutou-Sancho (1988); Nathalie Mathurin (1995); Sabrina Louis (1998); Céline Claire-Eugénie (2004); Mandy Nicolas (2007); Anaële Veilleur (2011); Mélysa Stephenson (2021)

## Galería

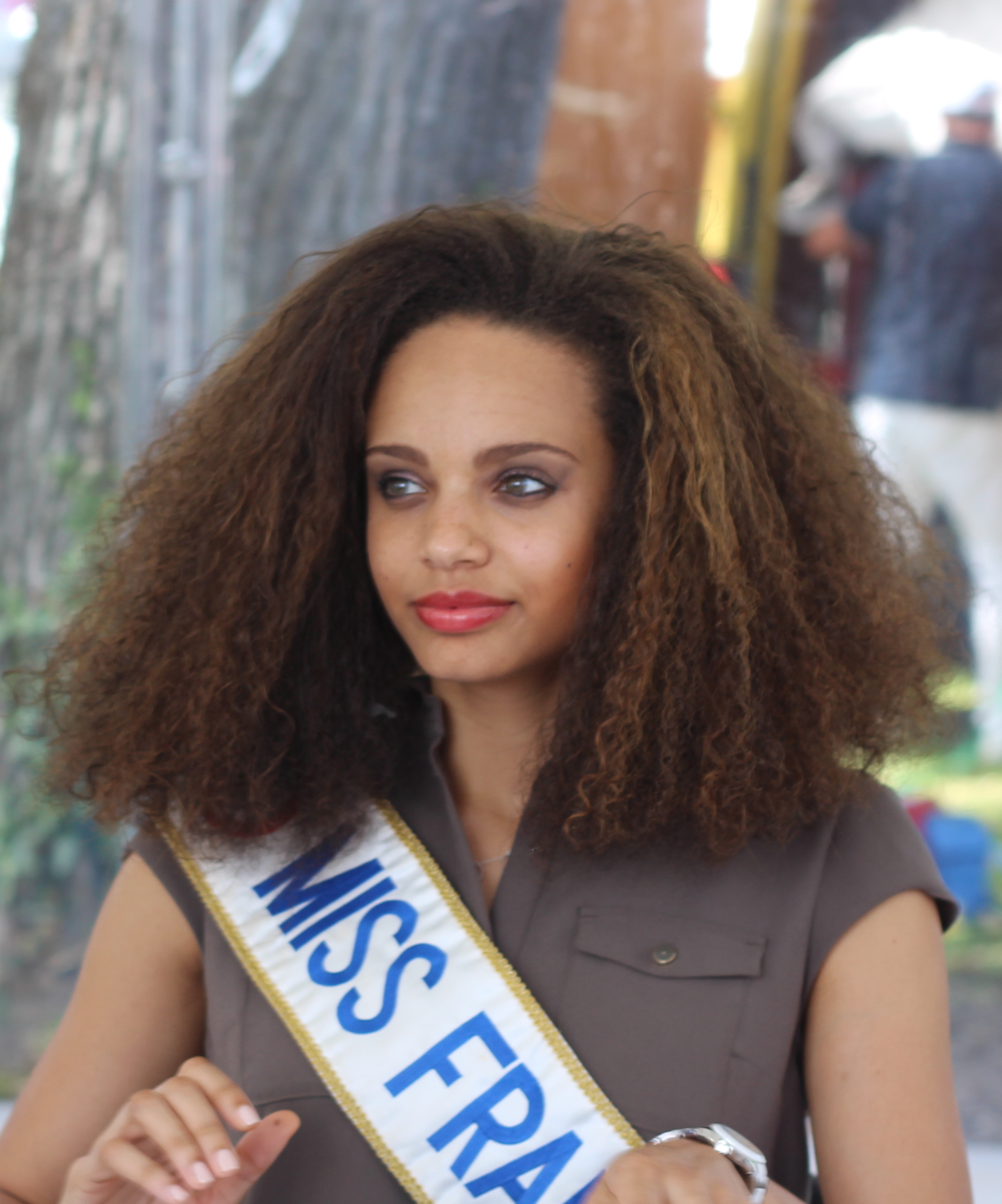
Miss Guayana Francesa 2016 y Miss Francia 2017 Alicia Aylies

## Ganadoras
| Año  | Nombre                         | Edad | Altura          | Ciudad natal           | Posición en Miss Francia | Notas                                                                |
| ---- | ------------------------------ | ---- | --------------- | ---------------------- | ------------------------ | -------------------------------------------------------------------- |
| 2025 | Alicia Mertosetiko             | 20   | 1,73 m (5′ 8″)  | Remire-Montjoly        |                          |                                                                      |
| 2024 | Jade Fansonna                  | 22   | 1,74 m (5′ 9″)  | Matoury                |                          |                                                                      |
| 2023 | Audrey Ho-Wen-Tsaï             | 17   | 1,73 m (5′ 8″)  | Kourou                 | Primera finalista        |                                                                      |
| 2022 | Shaïna Robin                   | 21   | 1,74 m (5′ 9″)  | Kourou                 |                          |                                                                      |
| 2021 | Mélysa Stephenson              | 19   | 1,71 m (5′ 7″)  | Remire-Montjoly        | Top 15                   |                                                                      |
| 2020 | Héléneschka Horth              | 23   | 1,73 m (5′ 8″)  | Awala-Yalimapo         |                          |                                                                      |
| 2019 | Dariana Abé                    | 21   | 1,74 m (5′ 9″)  | Apatou                 |                          |                                                                      |
| 2018 | Laureline Decocq               | 19   | 1,76 m (5′ 9″)  | Remire-Montjoly        |                          |                                                                      |
| 2017 | Ruth Briquet                   | 24   | 1,73 m (5′ 8″)  | Cayena                 | Top 12                   |                                                                      |
| 2016 | Alicia Aylies                  | 18   | 1,77 m (5′ 10″) | Matoury                | Miss Francia 2017        | Compitió en Miss Universo 2017 (representando a Francia)             |
| 2015 | Estelle Merlin                 | 21   | 1,83 m (6′ 0″)  | Cayena                 |                          |                                                                      |
| 2014 | Valéria Coelho Maciel          | 19   | 1,71 m (5′ 7″)  | Kourou                 |                          |                                                                      |
| 2013 | Henriette Groneveltd           | 21   | 1,75 m (5′ 9″)  | Remire-Montjoly        |                          |                                                                      |
| 2012 | Corinne Buzare                 | 24   | 1,78 m (5′ 10″) | Kourou                 |                          |                                                                      |
| 2011 | Anaële Veilleur                | 19   | 1,73 m (5′ 8″)  | Remire-Montjoly        | Top 12                   |                                                                      |
| 2010 | Julie-Malika Grosse            | 18   | 1,74 m (5′ 9″)  | Cayena                 |                          |                                                                      |
| 2009 | Tineffa Naisso                 | 20   | 1,79 m (5′ 10″) | Matoury                | Top 12                   |                                                                      |
| 2008 | Carmen Prince                  | 20   | 1,72 m (5′ 8″)  | Remire-Montjoly        |                          |                                                                      |
| 2007 | Mandy Nicolas                  | 18   | 1,82 m (6′ 0″)  | Kourou                 | Top 12                   |                                                                      |
| 2006 | Glawdys Epailly                | 20   | 1,75 m (5′ 9″)  | Montsinéry-Tonnegrande |                          |                                                                      |
| 2005 | Leilia Chérubin-Jeannette      | 20   | 1,76 m (5′ 9″)  | Iracoubo               |                          |                                                                      |
| 2004 | Céline Claire-Eugénie          | 22   | 1,80 m (5′ 11″) |                        | Top 12                   |                                                                      |
| 2003 | Méïda Bourgeois                |      |                 |                        |                          |                                                                      |
| 2002 | Stella Gauthier                |      |                 |                        |                          |                                                                      |
| 2001 | Dhéa Samson                    |      |                 |                        |                          |                                                                      |
| 2000 | Myriam Hyerso                  |      |                 | Cayena                 |                          |                                                                      |
| 1999 | Sylvia Montoute                | 18   | 1,74 m (5′ 9″)  |                        |                          |                                                                      |
| 1998 | Sabrina Louis                  | 19   | 1,79 m (5′ 10″) |                        | Top 12                   |                                                                      |
| 1994 | Nathalie Mathurin              |      |                 |                        | Top 12                   |                                                                      |
| 1993 | Radiah Latidine                |      |                 |                        | Segunda finalista        |                                                                      |
| 1988 | Marie-Josée Nallamoutou-Sancho |      |                 |                        | Top 12                   |                                                                      |
| 1987 | Lilia Roger                    |      |                 |                        |                          |                                                                      |
| 1984 | Rose Nicole Lony               |      |                 |                        | No compitió              | Compitió en Miss Universo 1984 (representando a la Guayana Francesa) |
| 1983 | Marie-Georges Achamana         |      |                 |                        | No compitió              | Compitió en Miss Universo 1983 (representando a la Guayana Francesa) |
| 1977 | Evelyne Randel                 |      |                 |                        | No compitió              | Compitió en Miss Universo 1977 (representando a la Guayana Francesa) |
| 1960 | George Néron                   |      |                 |                        |                          |                                                                      |